# Blaž Janc
Blaž Janc, född 20 november 1996, är en slovensk handbollsspelare (högersexa) som spelar för FC Barcelona.
Janc tävlade för Slovenien vid olympiska sommarspelen 2016 i Rio de Janeiro. Han var en del av Sloveniens lag som blev utslagna i kvartsfinalen mot Danmark i herrarnas turnering.

## Klubbar
- RK Celje (2012–2017)
- PGE Vive Kielce (2017–2020)
- FC Barcelona (2020–)